# Abwärts (Album)
Abwärts ist ein Musikalbum der Hamburger Punkband Abwärts. Es erschien 1987 als LP und 1988 als CD bei der Bonner Schallplattenfirma Normal Records und wird dem Genre Punkrock zugerechnet.

## Musikstil
Das selbstbetitelte Abwärts ist das dritte Album der Hamburger Punkband. Es ist das bis dato poppigste, melodischte und ruhigste Album der Gruppe und weniger punkrock- oder gothic-beeinflusst, lässt sich dennoch nach wie vor problemlos unter dem Begriff Post-Punk subsumieren. Außerdem enthält es erstmals in größerem Maßstab eigene Texte in englischer Sprache.

## Entstehungsgeschichte
Im Dezember 1985 hatte Frank Z. (Frank Ziegert), der Sänger und Kopf der Gruppe, Abwärts in Folge der negativen Rückmeldungen auf die Olympia-Single aufgelöst. Im Jahr 1987 vermeldete die Musikpresse die Wiedervereinigung der Gruppe als Einmannprojekt Ziegerts. Und tatsächlich ist das selbstbetitelte Abwärts-Album, das 1987 nach einer notwendigen schöpferischen Pause bei der Plattenfirma Normal erschien, ein Soloprojekt Ziegerts, das er zusammen mit dem Musiker Peter Horn eingespielt hatte. Das Album entstand, wie bereits die EP Beirut, Holiday Inn in Coproduktion mit Jon Caffery.

## Titelliste LP
Seite A:
1. Bunte Scheine – 3:02
2. Alkohol – 3:27 (Neuvertonung des Charles-Aznavour-Chansons Du läßt dich geh'n)
3. Neandertal Man – 4:38
4. Für alle schön – 2:57
5. White House – 3:39

Seite B:
1. You Only Live Twice – 3:23 (Coverversion des bekannten Titelliedes von John Barry (Musik) und Leslie Bricusse (Text) zum gleichnamigen James-Bond-Film)
2. New Religion – 4:06
3. Work! – 3:34
4. Dressed to Kill – 2:14
5. Masochist – 4:18

## Titelliste CD
1. Bunte Scheine – 3:02
2. Alkohol – 3:27 (Neuvertonung des Charles-Aznavour-Chansons Du läßt dich geh'n)
3. Neandertal Man – 4:38
4. Für alle schön – 2:57
5. White House – 3:39
6. You Only Live Twice – 3:23 (Coverversion des Liedes von John Barry (Musik) und Leslie Bricusse (Text) zum gleichnamigen James-Bond-Film)
7. New Religion – 4:06
8. Work! – 3:34
9. Dressed to Kill – 2:14
10. Masochist – 4:18
11. New Religion (extended mix) – 6:49
12. Neandertal Man (extended mix) – 5:29

## Veröffentlichungen und Tournee
Die CD-Version des Albums enthält mit den „Extended Mix“-Versionen der Stücke New Religion und Neandertal Man zwei zusätzliche Lieder.
Das Stück Alkohol – eine Interpretation des Charles-Aznavour-Chansons Du läßt Dich geh'n – wurde als Single ausgekoppelt. Unerwartet erhielt es Radio-Airplay und wurde wie bereits zuvor die Abwärts-Debüt-Single Computerstaat ein Independent-Hit. Beflügelt von diesem Erfolg ging Frank Z. zusammen mit Abwärts-Gründungsmitglied FM Einheit, der sich mittlerweile auf seine andere Band Einstürzende Neubauten konzentrierte, zurück ins Studio, um eine kommerziellere Abmischung des Songs zu produzieren. Das Ergebnis wurde am 8. April 1988 als einseitig bespielte Promo-Single an die deutschen Radiosender verschickt. Obwohl Ziegert zu diesem Zeitpunkt nicht vorhatte, Abwärts als richtige Band zu reformieren, stellten er und FM Einheit Anfang des Jahres 1988 einige Musiker zusammen und spielten vom 8. bis 12. April 1988 vier Konzerte zur Vorbereitung der Single-Neuveröffentlichung. Diese erschien im Mai 1988 unter dem Titel Mehr Alkohol und enthielt einige aktuelle Live-Aufnahmen auf der B-Seite. Das Video wurde am 28. Mai 1988 in der Musiksendung Formel Eins vorgestellt. Von der Single wurden insgesamt 5500 Einheiten abgesetzt.

## Rezeption
Das Album wurde von der Musikpresse mit „wohlwollendem Desinteresse“ aufgenommen. Für das Spex war es ein durchwachsener Neuanfang, der unentschlossen zwischen zwei Vortragssprachen und zwischen neuer Pop-Langeweile und althergebrachtem „Gitarrengehacke“ pendele. Im Zillo wurden in der Nachbetrachtung dieselben Kritikpunkte vorgebracht: Die Zweisprachigkeit, wobei Frank Z. noch nicht einmal das Englische gut beherrsche, und die Pop-Lastigkeit, die eine Kompromiss-Falle sei. Einzelne Stücke, wie der „kafkaeske“ Single-Erfolg Alkohol wurden dagegen gelobt, so dass als Fazit „die Hälfte der LP schwach“ eingestuft wurde.